# Meruňka obecná
Meruňka obecná (Prunus armeniaca, synonymum Armeniaca vulgaris) je strom z rozsáhlého rodu slivoň (Prunus), kam patří také broskvoň, třešeň nebo švestka.

## Původ
Pochází z Číny. Do Evropy se dostala přes Arménii počátkem letopočtu, do Česka se rozšířila z Itálie přes Slovinsko, Štýrsko a Rakousy. Arménský původ obsahuje její latinský název armenica, z něhož pochází i české slovo meruňka. Na Moravě marhole(a), v některých oblastech slovácka i marhule(a). Doba rozšíření na naše území, nejprve na Moravu není zcela jistá. Jistá možnost je již v 1. století a to z Rakouska, pravého břehu Dunaje. Pěstební podmínky jsou na Moravě příhodné a dodnes je 80-85% meruňkových sadů právě na Moravě, proto má výnos meruněk silný odraz v moravské kuchyni. V Čechách jsou nejvýznamnější areály na Litoměřicku.

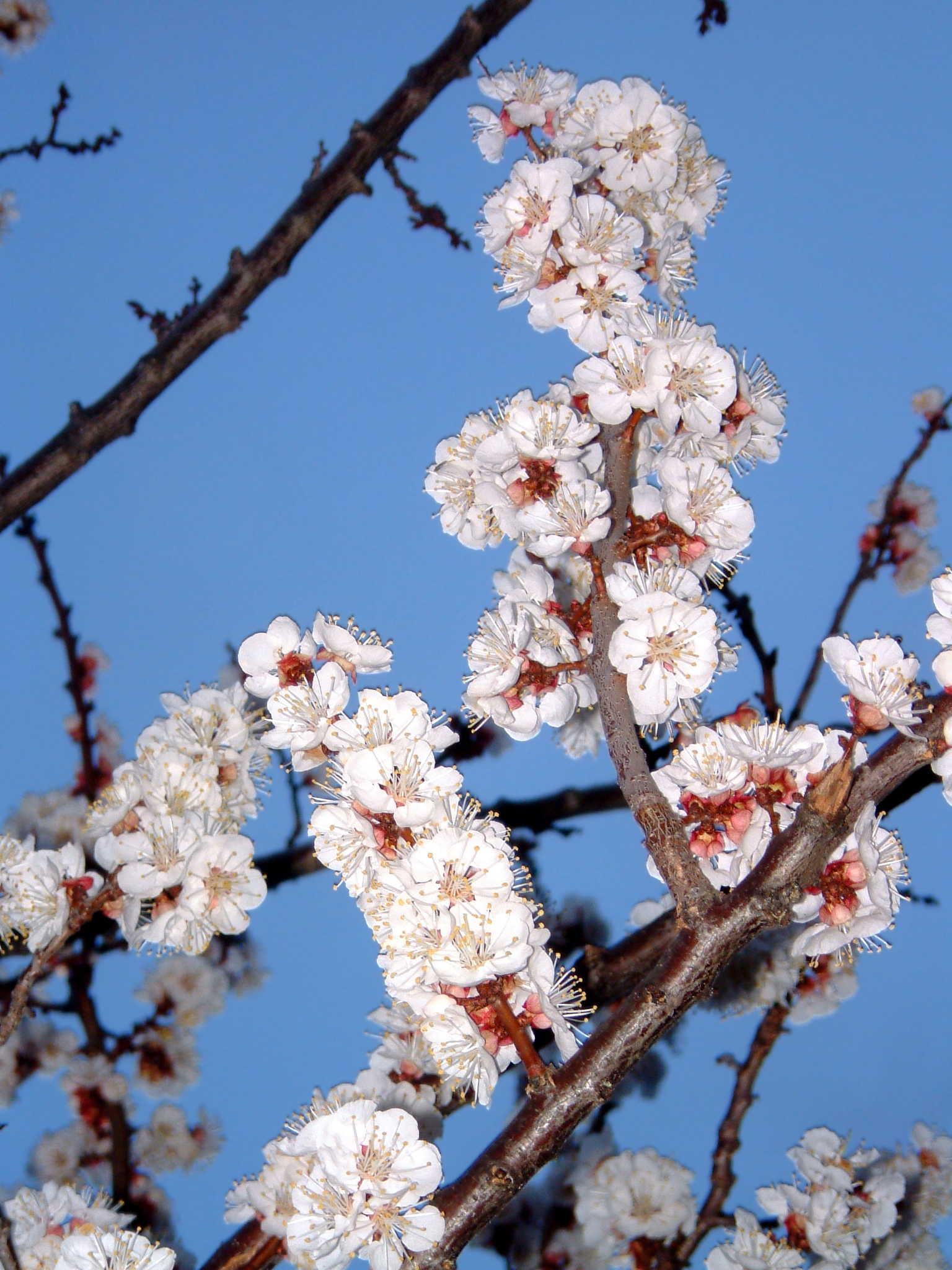
Květy meruňky

## Plody
Plody meruňky jsou peckovice s oranžovým oplodím. Kvete na loňských letorostech. Dozrávají většinou uprostřed léta. Konzumují se buď v čerstvém stavu, zavařené či v podobě džemu nebo marmelády, jež jsou velmi oblíbené pro kyselosladkou chuť a příjemnou vůni, oblíbené jsou i sušené meruňky. Dobře vyzrálé až přezrálé plody se sbírají na kvas, z nějž se destiluje alkoholický nápoj – meruňkovice.
Jednotlivé plody různých odrůd mají hmotnost 40–90 gramů.
Pěstuje se v oblastech s mírnou zimou, v Česku jen ve vinorodných krajích. Nejlepší meruňkové polohy jsou na jižní Moravě, jihozápadním a východním Slovensku, v nadmořské výšce do 250 m, s průměrnou roční teplotou nad 8,5 °C a úhrnem ročních srážek 550 mm; musí být chráněny před pronikáním chladných větrů. Meruňky lze úspěšně pěstovat na černozemích, popřípadě na hnědozemích, v hlinitých až písčitohlinitých půdách v kukuřičném, výjimečně v řepařském výrobním typu. Pro těžší půdy jsou vhodnější generativně množené podnože s bujnějším růstem; meruňkové semenáče, dokonce i některé podnože slivoní (renklóda, špendlík žlutý).
Má krátkou dormanci, velmi jí škodí jarní mrazy během kvetení a náhlé silné mrazy v předjaří, během rašení, kdy může dojít k vážným škodám zejména na osluněné části kmene a větví. Během běžné zimy snáší dobře i podstatně nižší teploty než broskev. Na chladné jarní počasí kolem 0 °C jsou citlivé hlavně květy a mladé plůdky.
Nejrozšířenější je v Česku odrůda Velkopavlovická, s poměrně velkými plody výborné kvality. Je však citlivá na jarní mrazy a houbové choroby. V poslední době se zkouší nově vyšlechtěné, odolnější odrůdy. Další odrůdy meruněk jsou například: Bergeron, Karola, Goldrich, Hargrand nebo Maďarská.

### Nebezpečnost jadérek
Vzhledem k obsahu kyanogenního glykosidu amygdalinu v meruňkových jádrech by dospělí mohli sníst asi 3 malá jadérka, aniž by překročili bezpečnou dávku stanovenou EFSA, v případě malých dětí může stačit i polovina jadérka.

## Taxonomie
Meruňka (Armeniaca) je řazena jako podrod rodu slivoň (Prunus), byť na přelomu 80. a 90. let minulého století byla krátce považována za samostatný rod. Podobně čeleď růžovité byla rozdělována na několik samostatných skupin, z nichž meruňka byla řazena do skupiny mandloňovité (Amygdalaceae). Dnes se již tato systematika téměř neužívá, ovšem český název druhu zůstal meruňka obecná (byť správnější by bylo nazývat ho slivoň meruňka).

## Pěstování
Poptávka po meruňkách je tak velká, že ceny vždy bývají výhodné. Je třeba nicméně mít na paměti, že meruňky kvetou ještě dříve na jaře, než broskve, a proto nemohou být pěstovány bezpečně v lokalitách, které jsou známy pozdními jarními mrazy, které již broskve nepoškozují.

### Řez

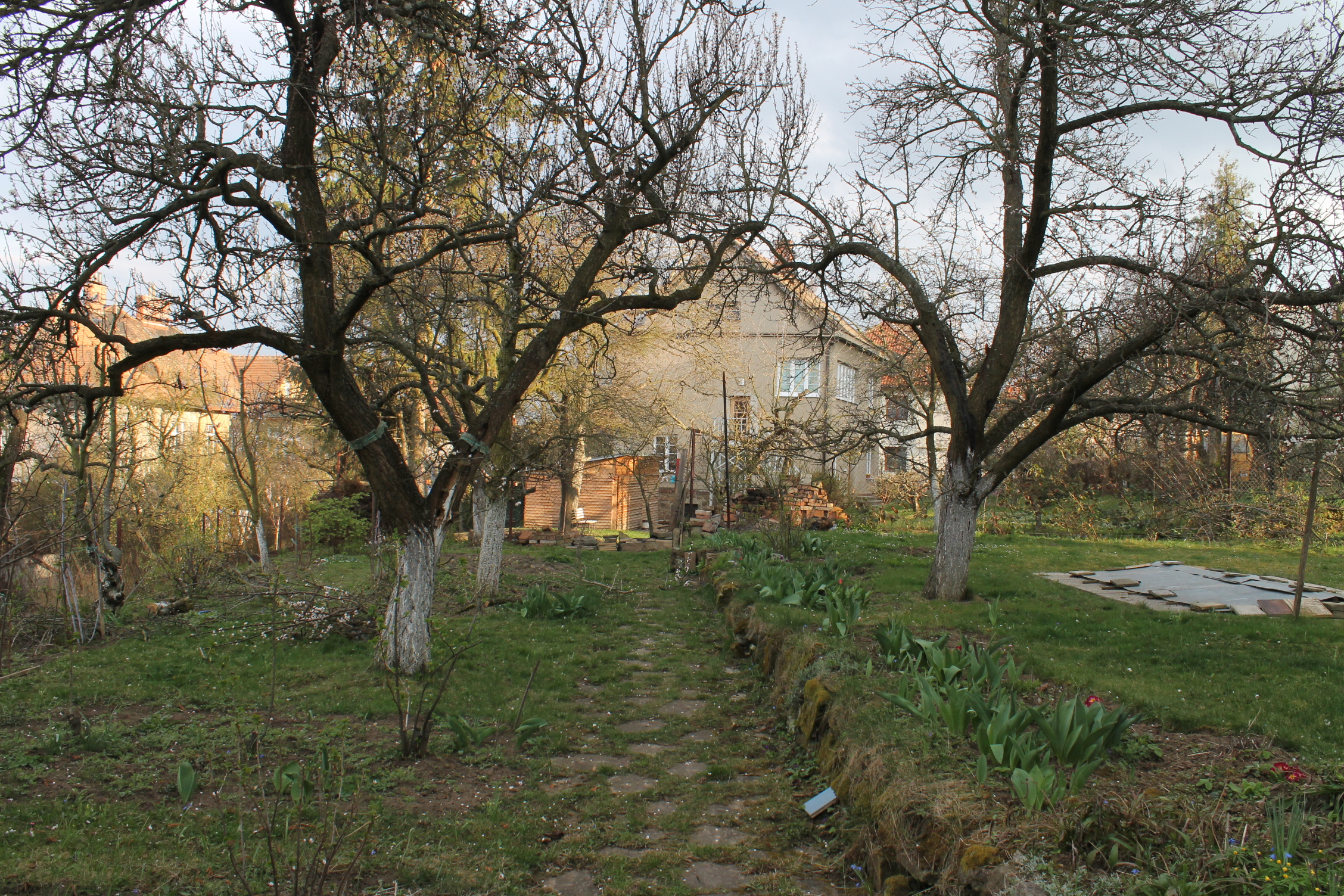
Vysokokmeny meruněk, extenzivní údržba.

Během prvních tří let po výsadbě na stanovišti je formována koruna a obrost kolem základních větví. Meruňky obvykle rostou velmi bujně a mívají mnohem více výhonků, než je nutné. Všechny přebytečné a slabé výhony by měly být odstraněny a jen pět výhonů by mělo být ponecháno, které mají dobré předpoklady stát se kosterními větvemi okolo terminálu, nebo v kotlovité koruně. Po, nebo koncem období vegetačního klidu, by zbývající větve měly být řezem zkráceny na jednu polovinu až třetinu jejich délky. Z postranních pupenů by měly výhony být omezeny na tři až pět na každé hlavní větvi. Prořezávání příští dva roky by mělo být takové, aby měl strom tak nízkou a širokou korunu, jak je to možné. K dosažení tohoto cíle prořezávání by druhý a třetí rok měla být koruna téměř stejně přísně řezána. Letorosty vertikálně vyrůstající z adventivních pupenů na kmeni a kosterních větvích by měly být odstraněny, aby světlo a vzduch pronikaly do koruny stromu. Důležitou zásadou je neponechávat kosterní větve dlouhé.
Počínaje čtvrtým rokem by se dala očekávat dobrá úroda ovoce. Plody na větvích, které zrají na slabých větévkách dále od kmene se lámou nebo opadávají, proto by měl být prováděn spíše hlubší zpětný řez. Silný řez podporuje nový růst na hlavních větvích , čímž udržuje plodný obrost rovnoměrný. Rozsah prořezávání závisí na růstu stromů. Síla řezu může být snížena, ale větve by měly být řídce rozložené a dovolit, aby slunce procházelo do středu koruny kvůli zrání ovoce.
Řez meruněk v ČR bývá zanedbán z následujících příčin:

- Neznalost a rozšířená víra, že meruňky není správné řezat vůbec.[7]
- Pragmatismus. Majitel se domnívá, že mladé meruňky je zbytečné řezat, protože zatím dobře rostou a plodí.
- Chybný úsudek. Majitel si všímá, že řezem se u ovocných stromů snižuje úroda a stromy zbytečně příliš rostou.
- Obavy. Majitel se obává, že meruňky je škodlivé řezat, že mohou uhynout. To se opravdu může výjimečně stát při nevhodně provedeném silném řezu nebo neadekvátní reakci dřeviny.
- Efektivita řezu. Majitel se domnívá, že meruňky je zbytečné řezat, protože už jsou stejně poškozené (dlouhé větve polámané nadúrodou a sněhem či deštěm), nemocné (klejotok) a prosychají, ale vidí, že stále zcela přirozeně znovu obrůstají, obává se o zbytek úrody a řez je podle něj neefektivní.

### Obnovování starých meruňkových sadů
Prvním krokem při renovaci bývá zorání pozemku, obvykle na podzim. Sad pak bývá důkladně seřezán. Všechny z kmene podrážející výhony a všechny zlomené a nemocné větve bývají odstraněny a koruny silně sníženy. Nebyl-li sad stříhán po několik let, bývá vhodné alespoň polovinu délky všech silných větví odstranit.

### Hnojení
Nejčastějšími hnojivy používanými v meruňkových sadech je kostní moučka, ledek, chlorid draselný a superfosfát. Některé zdroje tvrdí, že pokud jsou listy stromů světlé barvy a růst stromů je slabý, je vhodné aplikovat dusíkatá hnojiva, které bude mít příznivý účinek. Pokud plody nejsou až standardní v chuti a textuře, může být prospěšná aplikace superfosfátu a chloridu draselného.

## Průměrný obsah látek a minerálů
Tabulka udává dlouhodobě průměrný obsah živin, prvků, vitamínů a dalších nutričních parametrů zjištěných v syrových meruňkách.  Meruňky jsou jedním z typů ovoce, kde hlavním cukrem je sacharóza (kolem 5,2 g na 100 g plodu s pouze 0,7 g fruktózy a 1,6 g glukózy).
| Složka          | Jednotka | Průměrný obsah | Prvek (mg/100 g) | Průměrný obsah | Složka (mg/100g) | Průměrný obsah |
| --------------- | -------- | -------------- | ---------------- | -------------- | ---------------- | -------------- |
| voda            | g/100 g  | 87,2           | Na               | 2              | vitamin C        | 6              |
| bílkoviny       | g/100 g  | 0,9            | K                | 270            | vitamin D        | 0              |
| tuky            | g/100 g  | 0,1            | Ca               | 15             | vitamin E        | 0              |
| cukry           | g/100 g  | 7,2            | Mg               | 11             | vitamin B6       | 0,08           |
| tuky            | g/100 g  | 0,1            | P                | 20             | vitamin B12      | 0              |
| vláknina        | g/100 g  | 1,7            | Fe               | 0,5            | karoten          | 0,2–3,37       |
| mastné kyseliny | g/100 g  | stopy          | Cu               | 0,06           | thiamin          | 0,04           |
| cholesterol     | g/100 g  | 0              | Zn               | 0,1            | riboflavin       | 0,05           |
| energie         | kJ/100 g | 134            | Mn               | 0,1            | niacin           | 0,5            |

## Odrůdy
- Bredská
- Karola
- Leskora
- Barbora
- Maďarská
- Paviot
- Rakovského
- Sabinovská
- Veecot
- Velkopavlovická
- Bergeron
- Ananaska